# Sünninghausen
Sünninghausen ist ein Ortsteil von Oelde mit 1.245 Einwohnern und liegt südlich von Oelde, Kreis Warendorf, Regierungsbezirk Münster.

## Geschichte
Seit dem 5. Jahrhundert vor Christus sind Siedlungen im heutigen Sünninghausen belegt. Im Jahre 890 wurde Sünninghausen im Werdener Urbar erwähnt. Aus derselben Zeit stammt auch ein durch Skelettfunde bezeugter Friedhof. Seit ca. 1050 hielt das Stift Freckenhorst Grundeigentum in Sünninghausen. Ein Rittergeschlecht de Sunnichusen trat im 12. und 13. Jahrhundert in den Urkunden des Münsterlands auf. Um das Jahr 1100 wurde die dem heiligen Vitus geweihte Kapelle gegründet. Darauf folgte die romanische St.-Vitus-Kirche, deren Gemeinde 1276 selbständig wurde. In der Gründungsurkunde des Kaisers Lothar III. wurden die Stiftungsgüter des Doppelklosters der Prämonstratenser in Clarholz-Lette genannt. Gegründet wurde das Kloster von Rudolf von Steinfurt. In demselben Jahre beurkundete der münsterische Bischof Werner von Steußlingen (1132–1151) den Vorgang nochmals. In der betreffenden Urkunde hieß es, dass zum Gründungsgut in Mackenberg zwei Hufen (Unterhöfe) gehören. 1678 ließ sich Stephan Tigges, ein Schmiedemeister aus Beckum, in Sünninghausen nieder. Mit ihm begann die Geschichte der Firma Tigges.
Die Firma Tigges lieferte Kriegsmaterial (u. a. Granaten mit einem Durchmesser von 7½ cm, die bis zur Füllung fertiggestellt wurden). Dadurch wurden Arbeiter nicht zum Heer eingezogen. Zum 1. Januar 1920 wurde die Lehrer- und Küsterstelle getrennt. Nach der Volkszählung am 10. Oktober 1937 hatte Sünninghausen 698 Einwohner. In den ersten Tagen des Januar 1940 zog die alte Einquartierung (Munitionskolonne) mit Pferd und Wagen bei Glatteis ab. Bald kamen neue Soldaten, motorisierte SS-Verfügungstruppen vom Regiment Germania. Sie belegten beide Schulen während die Schüler schulfrei hatten. Am 10. März verirrte sich ein Blindgänger der deutschen Flak auf einer Bauernwiese Sünninghausens. Am 8. Oktober 1944 fielen abends Brand- und Sprengbomben über Sünninghausener Gebiet. Ostern 1945 marschierte die US-Army in das Dorf ein. Am 1. Januar 1970 wurde Sünninghausen durch § 11 des Soest/Beckum-Gesetzes nach Oelde eingemeindet.

## Wirtschaft
Der Bereich Keitlinghausen ist durch die Landwirtschaft geprägt, während im dicht besiedelten Ortskern Sünninghausen die Firma Gebr. Tigges mit ihren Gussprodukten hervorsticht.

## Regelmäßige Veranstaltungen
- Kinderkarneval mit der Wahl zum Prinzenpaar (Kinder)
- Sünninghausener Karnevalsumzug am Sonntag vor Rosenmontag.
- Schützenfest am ersten Wochenende im Juli
- Dreschfest des Heimatvereins
- Festival des Sports
- Feuerwehrfest an Christi Himmelfahrt
- November an den Sonntagnachmittagen Werkstattausstellung HAUS 18 Skulptur und Malerei
- Adventsfenster in Sünninghausen

## Persönlichkeiten
- Der Bildhauer Anton Mormann (1851–1940) wurde in Sünninghausen geboren.
- Der Bildhauer Werner Klenk (* 1942) lebt in Sünninghausen.